# Tres Marías, Oaxaca
Tres Marías är en ort i Mexiko.   Den ligger i kommunen San Juan Bautista Valle Nacional och delstaten Oaxaca, i den sydöstra delen av landet, 400 km sydost om huvudstaden Mexico City. Tres Marías ligger 64 meter över havet och antalet invånare är 232.
Terrängen runt Tres Marías är huvudsakligen kuperad. Tres Marías ligger nere i en dal. Runt Tres Marías är det ganska glesbefolkat, med 47 invånare per kvadratkilometer. Närmaste större samhälle är San Juan Bautista Valle Nacional, 4,1 km väster om Tres Marías. I omgivningarna runt Tres Marías växer i huvudsak städsegrön lövskog.